# مک‌کوی (کلرادو)
مک‌کوی (به انگلیسی: McCoy) یک منطقهٔ مسکونی در ایالات متحده آمریکا است که در شهرستان ایگل، کلرادو واقع شده‌است. مک‌کوی ۰٫۷۷ کیلومتر مربع مساحت و ۲۴ نفر جمعیت دارد و ۲٬۰۴۴ متر بالاتر از سطح دریا واقع شده‌است.